# Признак Белоглазова
Признак Белоглазова — один из признаков биологической смерти, который может быть выявлен уже через 10–15 минут после её наступления. Заключается в приобретении человеческим глазным зрачком характерной овальной или щелеобразной формы при сдавливании глазного яблока. Получил своё название в честь российского медика и земского врача М. М. Белоглазова; известен также как симптом, проба или феномен  Белоглазова или «кошачьего глаза» и т. д.
Суть явления сводится к тому, что при сдавливании глазного яблока мёртвого человека его зрачок приобретает овальную форму, a у здорового живого человека такой реакции не наблюдается. Это явление связывают с неизбежным после смерти падением артериального давления и отсутствием активности центральной нервной системы, которое проявляется в отсутствии тонуса глазной мускулатуры (дилататоров и сфинктеров зрачков, отвечающих за их форму).
Данная проба получила широкое распространение при констатации факта летального исхода во время первичного осмотра человеческого трупа, однако её использование при исследовании человеческих останков в морге спустя хотя бы 1,5–2 часа после смерти может не состояться из-за трупного окоченения, которое охватывает и глазные мышцы, приводя к утрате их эластичности.
Тем не менее отмечается, что признак Белоглазова может быть зафиксирован в случаях мнимой смерти, во время агонального периода и при коматозных состояниях различной природы и происхождения.